# Kadınlar Halk Fırkası

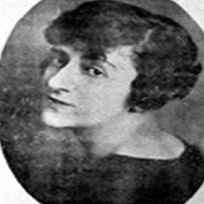
Nezihe Muhiddin, grundare och enda partiledare.

Kadinlar Halk Firkast ('Kvinnors Folkparti'), var ett turkiskt politiskt parti, grundad 1923. 
Med införandet av den turkiska republiken 1923 förändrades förutsättningarna för den turkiska kvinnorörelsen, som omorganiserade sig i kvinnopartiet Kadinlar Halk Firkast ('Kvinnors Folkparti'), grundat av Nezihe Muhiddin. Eftersom kvinnor inte hade rösträtt, kunde partiet dock inte registrera sig, och det  omvandlades därför 1924 av Nezihe Muhiddin till rösträttsföreningen Türk Kadinlar Birligi ('Turkiska Kvinnors Union'), som verkade för rösträtt för kvinnor. 